# Erkki Kataja
Eerkki Olavi Kataja (Kuusankoski, 19 de junho de 1924 – 27 de abril, de 1969) foi um atleta finlandês, especialista no salto com vara. Participou dos Jogos Olímpicos de Verão de 1948, onde obteve uma medalha de prata, e dos Jogos de 1952, onde finalizou a prova no décimo lugar.